# Национальная академия искусств в Осло
Национальная академия искусств в Осло (норв. Kunsthøgskolen i Oslo, KHiO) — государственное высшее учебное заведение в Осло, столице Норвегии, которое предоставляет образование в области дизайна, изобразительного и исполнительского искусства.
Единственное независимое государственное высшее учебное заведение Норвегии, где преподают изобразительное искусство и дизайн. Другое подобное заведение — Бергенская академия искусства и дизайна (KHiB) — было поглощено Бергенским университетом 1 января 2017 года.
Расположено на берегу реки Акерсэльва в Грюнерлёкка в центре Осло, в бывшей промышленной зоне. Здания возведены по проекту архитектора Петера Хойера Хольтермана (1820—1865) в 1857—1858 годах как корпуса фабрики парусных тканей «Христиания Сейлдугсфабрик» (Christiania Seildugsfabrik), основанной в 1856 году. Позднее фабрика производила рыболовные сети, канаты, верёвки, мешки, полотенца и ткани. Производство было остановлено в 1960 году. В 1978 году фабрика официально закрыта, а корпуса цехов сдавались в аренду. В 1996 году началась ревитализация. В 1999 году фабрика выбрана местом размещения KHiO. Над проектом ревитализации работали архитектурные бюро Lund Hagem, Søyland Arkitekter и Gullik Gulliksen AS.
KHiO было основано 1 августа 1996 года путём слияния пяти учебных заведений: 
- Национальной школы ремёсел и художественной промышленности[англ.] (Statens håndverks- og kunstindustriskole), основанной в 1818 году[4],
- Национальной академии художеств[англ.] (Statens Kunstakademi), основанной в 1909 году,
- Национальной академии театра[норв.], основанной в 1952 году,
- Национальной академии оперы[англ.] (Statens operahøgskole)
- Национальной академии балета[англ.] (Statens balletthøgskole), основанной в 1979 году[5].

Слияние произошло по решению правительства под руководством премьер-министра Гру Харлем Брунтланн, принятому в 1994 году, и было одобрено стортингом в 1995 году.
Объединённая академия полностью переехала в здания бывшей фабрики Christiania Seildugsfabrik в начале семестра 30 августа 2010 года.
Общая площадь составляет 40 000 м² (по другим данным около 43 000 м²).
KHiO имеет шесть факультетов:
- факультет дизайна
- факультет искусств и ремёсел
- факультет танца. 1 августа 2017 года Академия балета сменила название на факультет танца[5][7]
- Академия театра
- Академия оперы
- Академия изящных искусств

## Ректоры

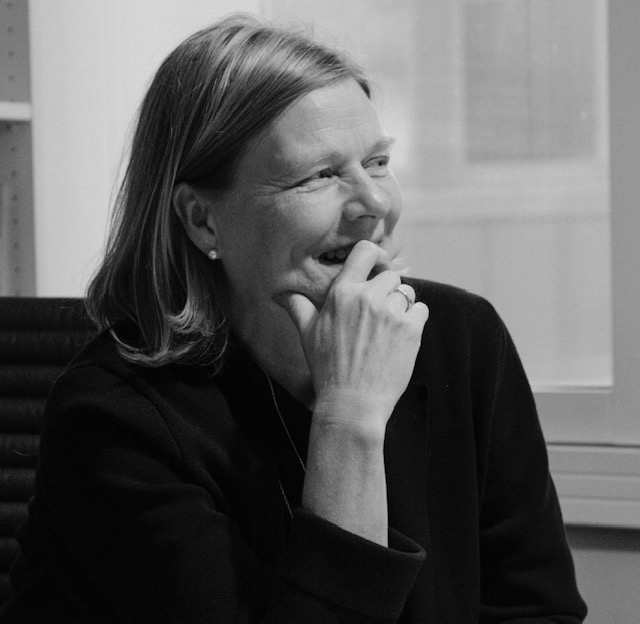
Марианне Скьюльхауг, ректор KHiO с 2023 года

В 2003—2008 годах ректором был архитектор Петер Бутеншён (Peter Butenschøn; род. 1944). В 2007 году на выборах ректора победила художница Сесилия Брок Кнудсен (Cecilie Broch Knudsen; род. 1950), ректор Художественной школы Эйнара Гранума. В 2011 году Сесилия Брок Кнудсен переизбрана на срок четыре года. В 2015—2019 годах ректором был музыкант Йорн Мортенсен (Jørn Mortensen; род. 1964). С 2019 года ректором был шведский художник Монс Вранге (Måns Wrange; род. 1961). После его отставки осенью 2020 года исполняющим обязанности ректора стал Маркус Дегерман (Markus Degerman). В 2021 году Маркус Дегерман избран ректором.
1 августа 2023 года система управления академии изменилась с выборного на назначаемого ректора. В 2023 году ректором сроком на четыре года назначена Марианне Скьюльхауг, занимавшая пост декана факультета архитектуры и дизайна Норвежского университета естественных и технических наук (NTNU) в Тронхейме и Йёвике.